# Craighall Demos
The Craighal Demos 71:76 is een muziekalbum van de Schotse band Pilot. Al voor het officiële begin van Pilot komen David Paton en Billy (William) Lyall bijeen om muziek op te nemen in de Craighall Studio in Edinburgh. Lyall was studiotechnicus aldaar. Pack en Lyall ontmoetten elkaar in de muziekbibliotheek, nadat ze elkaar een paar jaar eerder uit het oog waren verloren.
Lyall verlaat op een gegeven moment Pilot en dat betekent het einde van hun samenwerking.

## Musici
- David Paton – gitaar, basgitaar; zang
- William Lyall – toetsen (niet op (*))
- Stuart Tosh – slagwerk (niet op (*))

## Composities
1. The library door (DP)(1976)(*)
2. Lazy Davie (WL)(1971)
3. Joe (DP)(1972)
4. Love ahs got me by the throat (WL)(1972)
5. meet me now (DP)(1972)
6. Now that I found you (WL)(1972)
7. My lonely companion (DP)(1972)
8. Reason (WL)(1972)
9. Sky blue (DP)(1972)
10. Cold stories (WL)(1974)
11. You’re my number one (DP)(1974)
12. Passion piece (WL)(1974)
13. January (DP)(1974)
14. You’re devotion (WL)(1974)
15. Heard it all before (DP)(1974)
16. Lady luck (DP)(1975)
17. Scorpio (DP)(1976)(*)
18. Get up and go (DP)(1976)(*)
19. Goldmine (DP)(1976)(*)